# 39 km (obwód briański)
39 km (ros. 39 км) – przystanek kolejowy w miejscowości Buraczowka, w rejonie wygonickim, w obwodzie briańskim, w Rosji. Położony jest na linii z Briańska do Homla.